# Ruukinsalo
Ruukinsalo är ett träsk i Finland. Det ligger i Kuopio i landskapet Norra Savolax, i den centrala delen av landet, 400 km nordost om huvudstaden Helsingfors.